# Jávea
Jávea (hiszp. wym. [ˈxa.βe.a]), także jako Xàbia (walenc. wym. [ˈʃa.bi.a]) – gmina w Hiszpanii, w prowincji Alicante, we wspólnocie autonomicznej Walencja, o powierzchni 68,59 km². W 2011 roku liczyła 32 983 mieszkańców.